# Consuelo Díez Fernández
Consuelo Díez Fernández(Madrid, 16 d'agost de 1958) és una pianista i compositora espanyola. És doctor en Arts Musicals i màster en Composició, Música Electrònica i Música per Informàtica; També és llicenciada en Història de l'Art.

## Biografia
La família de Consuelo Díez era aficionada a la música però no tenia una connexió directa amb aquest art. El seu avi per part de la seva mare era molt aficionat a la música, una tia és pianista, i els seus pares tenien molt bona audició i un gran gust per la música. Quan li van oferir classes de música, va dir que sí.
Va cursar els estudis superiors al Conservatori de Madrid, i va obtenir les següents titulacions superiors: Composició, Piano i Teoria de la Música. Es va llicenciar en Història de l'Art a la Universitat Complutense
Després va completar la seva formació musical a la "Hartt School of Music" de la Universitat de Hartford als Estats Units. Allà es va doctorar en Arts Musicals i Composició, Música Electrònica i Música per Informàtica. Va tenir, entre d'altres, els següents professors: Antón García Abril, R. Alís, Carmelo Bernaola, Luis de Pablo, Cristobal Halffter, J. Sellars i R. Carl.

## Beques
Ha rebut beques de diverses institucions nacionals i estrangeres.
Ha rebut els següents premis: "Norman Bayles Memorial Award in Composition", "Real Art Ways" i "Pi Kappa Lambda" (EUA), "Ciudad de Heidelberg" (Alemanya) i II. Panorama de Joves Compositors i "Joves Creadors" (Espanya).

## Càrrecs i activitats
Ha estat seleccionat per representar Espanya a la Tribuna Internacional de Compositors de la UNESCO, la Societat Internacional de Música Contemporània (ISCM), el Centre Charles Ives (EUA) i la Biennal Europea de Bolonya (Itàlia). Ha participat en nombrosos festivals arreu del món.
Consuelo Díez Fernández va dirigir durant diversos anys a la Ràdio Nacional d'Espanya el programa "Canción de adolescentes" de Música Electroacústica. És consultor musical de Televisión Española (TVE). Les obres es poden veure en disset discografies, i s'han publicat a Mundimúsica, RTVE i Arte-Tripharia.

## Altres rols
- el 1988 va ser la fundadora del Laboratori d'Informàtica i Composició Electroacústica de la Comunitat de Madrid.
- Des de 1992 1996, va dirigir el Conservatori Ferraz de la Comunitat de Madrid, i va ser membre del departament de Composició i Música Electroacústica 1988 fins al 2018.
- Des de 1997 2001, va ser directora del Centre de Promoció de la Música Contemporània i del Festival Internacional de Música Contemporània d'Alacant (Ministerio de Cultura).
- el 1998 va ser escollida membre del Comitè Executiu de la "Conferència Europea de Promotors de la Nova Música (ECPNM)".
- L'any 1999 va rebre el premi "Viva el espectáculo" del XV Festival d'Alacant.
- El 2001 va ser nomenada membre del Comitè Internacional Honorari de la "Fundació Adkins Chiti" a Roma.
- el 2002 va fer diversos treballs per a la Unió Europea.
- El 2003, el Comitè de Programació Internacional del SIMC va escollir l'obra "Sabor a cristal" per representar Espanya al festival "World Music Days".
- El 2004, va ser nomenada directora del Festival Internacional de Música Manxa (Quintanar de la Orden, Toledo).
- El 2005 va rebre el premi "Juan Martín de Nicolás" per la XII Festa Manxa.
- el 2006, va començar com a consultora musical al Departament de Cultura de la Comunitat de Madrid.
- el 2018, és membre del departament de composició del Real Conservatorio Superior de Música de Madrid, on imparteix assignatures d'anàlisi, harmonia i composició.

## Premis i reconeixement
- L'any 1999 va rebre el premi "Viva el espectaculo" del XV Festival d'Alacant.
- L'any 2001 va ser anomenada membre del Comitè Honorari Internacional de la Fundació Adkins Chiti a Roma.
- L'any 2003, el Comitè de Programació Internacional del SIMC va escollir l'obra "Sabor a cristal" per representar Espanya al festival World Music Days.
- L'any 2005 va rebre el premi "Juan Martín de Nicolás" de la "XII Fiesta de la Mancha".[3]

## Treballs
- 1981 Cartas a la oscuridad Andantino - Allegro - Allegretto - Presto
- 1984 Dos Canciones
- 1986 Jungle city
- 1988 Ecos
- 1995 Verde y Negro flauta i per a piano/saxo i piano
- 1996 Se ha parado el aire piano
- 1999 Preludio en el Jardín
- 1999 Sad para clave
- 2009 Rumores del Puerto piano
- 2013 Ligeramente se curva la luz[3]

## Altres obres
- Cuatro Instantes, amb canvis de tema
- El precio
- Niña valiente soprano, flauta, violoncel i piano
- Geometría del Agua
- Infierno Azul
- EL azul está prohibido
- Libertad Real
- Magma per a electroacústic i piano
- Trío Gala de Madrid trio de cambra per a flauta, violoncel i piano
- Viento y silencio per a quintet
- Sentimientos per a quintet
- Tentative per a quartet
- Sein und Zeit piano
- Endurance piano
- Pasión Cutiva
- La Geometría del Agua per a l'orquestra
- Iliverir per a l'orquestra
- Ligeramente se curva la luz per a orquestra i cor
- Lluvia de Estrellas per a clarinet